# Zdenko von Forster zu Philippsberg
Zdenko Johann Emanuel Ernst Forster, seit 1873 Ritter von Forster, seit 1909 Freiherr von Forster zu Philippsberg (* 9. Juni 1860 in Prag; † 15. Jänner 1922 in Wien), war böhmisch-österreichischer Beamter und Minister, der sich Verdienste um das böhmische und altösterreichische Eisenbahnwesen erwarb.

## Leben
Zdenko war der Sohn des Juristen Emanuel (seit 1873: Ritter von) Forster, * 4. Mai 1830 in Neumark (Vseruby u Kdyne), Bezirk Taus, in Westböhmen; † 24. Juni 1908 auf Schloss Kojschitz (Kojsice), Gemeinde Köhlendorf, Bezirk Schüttenhofen, 1856 Dr. jur., seit 1863 Notar in Prag und langjähriger Präsident der Notariatskammer, Abgeordneter zum Böhmischen Landtag (1865–1871) für den Wahlkreis Rumburg-Stadt. 1872 bis 1882 erwarb sein Vater Großgrundbesitz und war von 1872 bis 1885 Reichsratsabgeordneter.
Das Interesse Forsters für das Eisenbahnwesen wurde als Kind von seinem Vater gefördert, indem er ihn auf seinen ausgedehnten Reisen mitnahm. Mit seinen Eltern soll er per Bahn nach Paris und London gekommen sein und fließend Englisch zu sprechen gelernt haben.

### Beamter
Nach dem Studium der Rechtswissenschaft in Prag mit dem Abschluss als Dr. jur. und weiteren Studien in Wien und London wurde er 1881 Beamter im österreichischen Staatsdienst. Als solcher schien Zdenko Ritter von Forster im Staatskalender erstmals 1886 als Ministerial-Concipist im k.k. Handelsministerium auf, 1890 als Ministerial-Vice-Secretär. 1895 wurde Forster mit dem Ritterkreuz des Franz-Joseph-Ordens ausgezeichnet; im Jahr 1896 mit dem Orden der Eisernen Krone.
Seit 1896 war er Beamter im neu errichteten k.k. Eisenbahnministerium in Wien. 1903 wurde er mit dem Leopold-Orden ausgezeichnet. 1904 erreichte er den bis heute höchsten Beamtenrang in Österreich, den eines Sektionschefs. Als solchen betraute ihn Kaiser Franz Joseph I. im kurzlebigen Ministerium Bienerth (November 1908 bis Februar 1909) mit der (interimistischen) Leitung des Eisenbahnressorts. 1909 wurde der bisherige Ritter vom Kaiser auf Grund seiner Verdienste in den Freiherrenstand erhoben und führte nun das Prädikat „von Philippsberg“.

### Eisenbahnminister
Von 3. November 1911 bis 23. Juni 1917 war er, mit Unterbrechung vom 31. Oktober bis zum 20. Dezember 1916, in den Regierungen Stürgkh und Clam-Martinic österreichischer Eisenbahnminister.
Während seiner Amtszeit erfuhr das Eisenbahnwesen in Böhmen sowohl bei Bauten der k.k. Staatsbahnen als auch im Bau privater Bahnstrecken einen großen Aufschwung.
Czeike erwähnte in seinem Historischen Lexikon Wien, Forster habe sich Verdienste um den Bau der Wiener Umfahrungslinien und die Einführung des durchgehenden Güterverkehrs erworben, habe Pläne für eine Verwaltungsreform entworfen und durch die Anlage eines Wasserkraftkatasters die Grundvoraussetzung für die Elektrifizierung der Eisenbahn geschaffen.

### Weitere Tätigkeit
Am 23. Juni 1917, dem Tag seiner Enthebung als Minister, berief ihn Kaiser Karl I. zum Mitglied auf Lebensdauer im Herrenhaus des Reichsrats; das Herrenhaus wurde am 12. November 1918 abgeschafft. Bei seiner Tätigkeit kam es zu intensiver Zusammenarbeit mit Fürst Johann Adolf II. zu Schwarzenberg und Graf Czernin.

Schloss Kojschitz

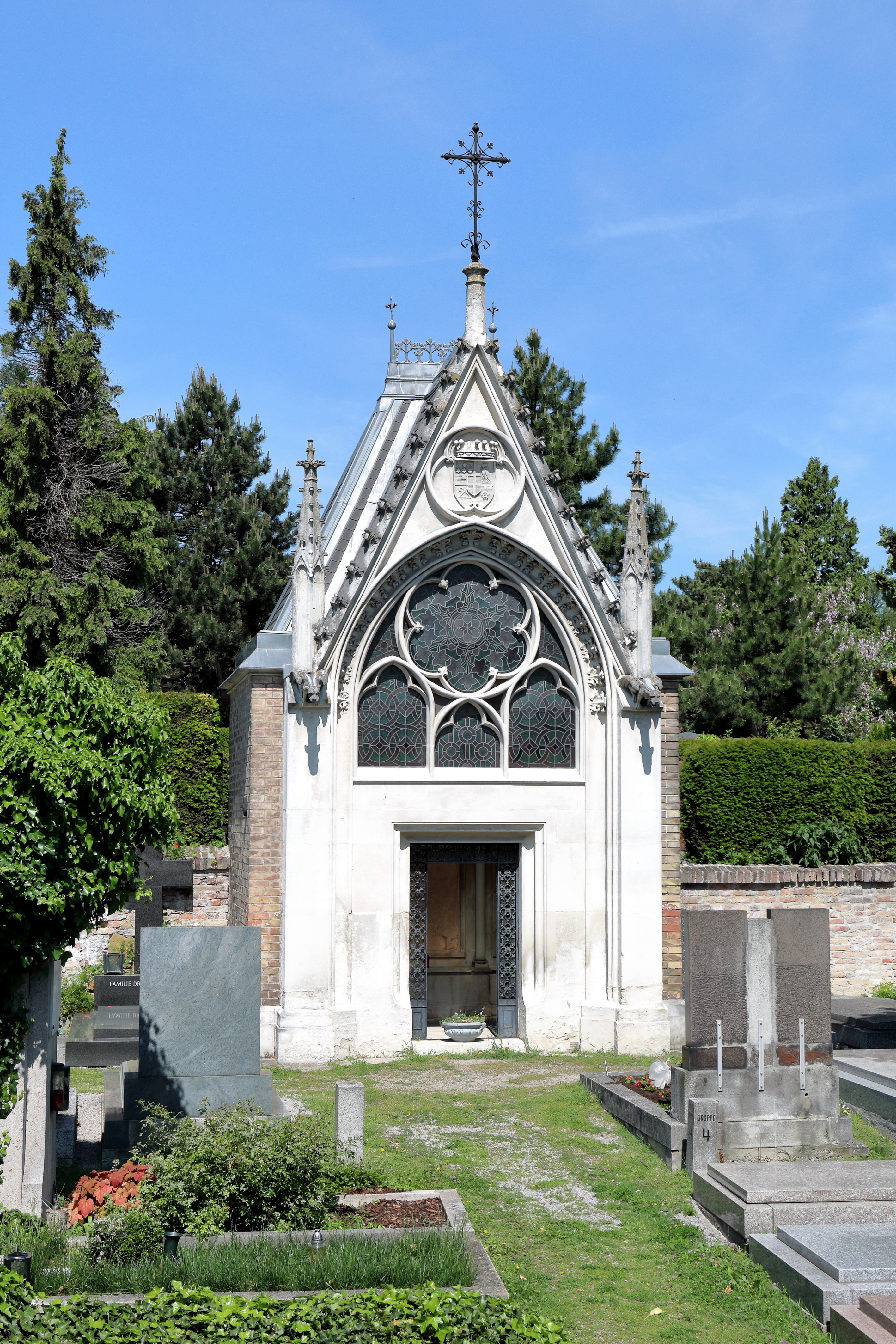
Ferstel-Mausoleum auf dem Grinzinger Friedhof

Forster war Eigentümer der Allod-Güter Köhlendorf und Kojschitz (Koischitz) mit einem Gesamtumfang von 400 Hektar. Er war Erbauer des Schlosses Kojschitz (Kojšice) bei Schüttenhofen im Böhmerwald, das vor 1890 nach den Plänen seines Schwiegervaters Heinrich von Ferstel errichtet wurde.
Auch nach seiner Ministertätigkeit war Forster im Eisenbahnwesen tätig und plante eine private Eisenbahnstrecke für Holztransporte seiner eigenen Ländereien bei Bergreichenstein im Böhmerwald. Die Strecke sollte über Mader nach Winterberg führen, wurde aber nicht vollendet. Die Bahnkörper der ausgeführten Bahnstrecke sind teilweise heute noch erkennbar.
Seine Adelsbezeichnungen fielen, falls er Ende 1918 für die deutschösterreichische Staatsbürgerschaft optiert hatte, mit dem Adelsaufhebungsgesetz im April 1919 weg. Hatte er für die tschechoslowakische Staatsbürgerschaft optiert, fielen sie im Dezember 1918 weg.
Forster wurde am 18. Jänner 1922 in der Ferstelschen Familiengruft auf dem Grinzinger Friedhof (Gruppe MA, Nummer 46) in Wien bestattet, wo auch seine Ehefrau Marianne ihre letzte Ruhestätte erhielt. Die Familiengruft besteht bis heute.

## Angehörige
Forster war verehelicht mit Marianne Freiin von Ferstel (* 26. April 1869; † 13. Juli 1935), Tochter des prominenten Ringstraßenarchitekten Heinrich Ferstel; die Heirat erfolgte am 19. Juli 1890 auf Schloss Kojschitz. Der Ehe entstammten zwei Söhne: Michael Johann (* 1892) und Anton Emanuel (* 1894).